# Liste der Baudenkmale in Gorlosen
In der Liste der Baudenkmale in Gorlosen sind alle Baudenkmale der Gemeinde Gorlosen (Landkreis Ludwigslust-Parchim) und ihrer Ortsteile aufgelistet (Stand: Januar 2021).

## Legende
In den Spalten befinden sich folgende Informationen:
- ID-Nr: Die Nummer wird von den Denkmalämtern der Landkreise vergeben. Wenn sie nicht bekannt ist, bleibt die Spalte leer. In dieser Spalte kann sich zusätzlich das Wort Wikidata befinden, der entsprechende Link führt zu Angaben zu diesem Denkmal bei Wikidata.
- Lage: die Adresse des Denkmales und die geographischen Koordinaten.
Link zu einem Kartenansichtstool, um Koordinaten zu setzen. In der Kartenansicht sind Denkmale ohne Koordinaten mit einem roten bzw. orangen Marker dargestellt und können in der Karte gesetzt werden. Denkmale ohne Bild sind mit einem blauen bzw. roten Marker gekennzeichnet, Denkmale mit Bild mit einem grünen bzw. orangen Marker.
- Bezeichnung: Bezeichnung, so wie sie in den offiziellen Listen der Denkmalämter steht. Ein Link hinter der Bezeichnung führt zum Wikipedia-Artikel über das Denkmal. Wenn die Bezeichnung der Denkmalämter inhaltlich fehlerhaft ist, ist in der Spalte „Beschreibung“ darauf hinzuweisen.
- Beschreibung: Beschreibung des Denkmales
- Bild: ein Bild des Denkmales und gegebenenfalls einen Link zu weiteren Fotos des Denkmals im Medienarchiv Wikimedia Commons

## Gorlosen
| ID | Lage                      | Bezeichnung                           | Beschreibung | Bild                                  |
| -- | ------------------------- | ------------------------------------- | --- | ------------------------------------- |
|    | Gartenstraße 6 (Karte)    | Wohnhaus                              | |                                       |
|    | (Karte)                   | Kirche mit Feldsteinmauer             | | Kirche mit Feldsteinmauer             |
|    | Kirchhof                  | „Liebesdenkmal“                       | Dieses Denkmal wurde von Pastor Christian Wilhelm Joachim Bardey, der 1807–1811 Pastor in Gorlosen war, zu Ehren seiner ersten Ehefrau Christiane Wilhelmine, geb. Stüve, im Jahr 1809 gesetzt. Die Inschrift lautet: „Die Liebe setzte der Liebe dies Denkmal“. | „Liebesdenkmal“                       |
|    | Lenzener Straße 8 (Karte) | ehem. Mühle                           | | ehem. Mühle                           |
|    | Lenzener Straße           | Kopfsteinpflasterung                  | |                                       |
|    | Lenzener Straße           | Gefallenendenkmal 1914/18 und 1939/45 | | Gefallenendenkmal 1914/18 und 1939/45 |
|    | Neue Straße 5 (Karte)     | Pfarrhaus, Hallenhaus                 | | Pfarrhaus, Hallenhaus                 |

## Boek
| ID | Lage                   | Bezeichnung                              | Beschreibung | Bild |
| -- | ---------------------- | ---------------------------------------- | ------------ | ---- |
|    | Am Dorfplatz 5 (Karte) | Wohnhaus                                 |              |      |
|    | Friedhof               | Friedhof, Gedenkstätte an den 09.05.1945 |              |      |
|    | Am Dorfplatz           | Gefallenendenkmal 1914/18                |              |      |

## Dadow
| ID | Lage                      | Bezeichnung                             | Beschreibung            | Bild |
| -- | ------------------------- | --------------------------------------- | ----------------------- | ---- |
|    | Bergstraße                | Gefallenendenkmal 1914/1918 und 1939/45 | friedenststraße 10dadow |      |
|    | Dorfstraße                | Kriegervereinsstein (bei Nr. 22)        |                         |      |
|    | Friedensstraße 10 (Karte) | ehem. Schule mit Stall                  |                         |      |
|    | Langestraße 6 (Karte)     | Bauernhaus mit zwei Scheunen            |                         |      |

## Grittel
| ID | Lage                    | Bezeichnung                 | Beschreibung | Bild                        |
| -- | ----------------------- | --------------------------- | ------------ | --------------------------- |
|    | Am Ring 7 (Karte)       | Hallenhaus                  |              | Hallenhaus                  |
|    | Am Ring                 | Gefallenendenkmal 1914/1918 |              | Gefallenendenkmal 1914/1918 |
|    | Lieper Straße 1         | Wohnhaus/Wirtschaftsteil    |              |                             |
|    | Lieper Straße 3 (Karte) | Wohnhaus                    |              | Wohnhaus                    |
|    | Lieper Straße 9         | Büdnerei                    |              |                             |

## Strassen
| ID | Lage      | Bezeichnung                 | Beschreibung | Bild |
| -- | --------- | --------------------------- | ------------ | ---- |
|    | Dorfplatz | Gefallenendenkmal 1914/1918 |              |      |